# Cláudia de la Cruz
Claudia de la Cruz (Nova Iorque, 1980/1981) é uma ativista política socialista americana. Dentro do espectro político dos Estados Unidos, está situada na extrema esquerda. 

## Biografia
Nasceu no South Bronx, filha de imigrantes da República Dominicana. Uma visita a Cuba, aos 17 anos, inspirou sua oposição ao imperialismo.
Em 2001, obteve um diploma de bacharel em psicologia forense pelo John Jay College of Criminal Justice. Em 2007, obteve um mestrado em serviço social pela Columbia University e um mestrado em teologia pelo  Union Theological Seminary.
Na City University of New York, coordenou um grupo de adolescentes para estudar movimentos de resistência e protestar contra a invasão invasão americana do Iraque em 2003. Em 2004, fundou o Da Urban Butterflies (DUB), um grupo de liderança para adolescentes e mulheres jovens de ascendência dominicana e porto-riquenha, baseado em Washington Heights. O nome Butterflies ('borboletas') homenageia as três irmãs Mirabal, dominicanas que foram mortas em novembro de 1960, por se oporem à ditadura de Rafael Trujillo.
Frequentou e mais tarde tornou-se pastora da igreja de Santo Romero de Las Américas, uma congregação da UCC na cidade de Nova Iorque. Ela via aquela igreja como importante para a sua “formação social e política”; ela “queria fazer organização comunitária a partir de uma perspetiva baseada na fé”.
Entre 2007 e 2012, foi professora adjunta na City University of New York, onde lecionou  "História dos Latinos/as nos Estados Unidos" e  "Raça e Etnia".
Coeditou Viviremos: Venezuela vs. Guerra Híbrida com Manolo de los Santos e Vijay Prashad em 2020, uma coletânea de ensaios sobre as sanções impostas à Venezuela pelos Estados Unidos.
Foi cofundadora e codiretora de The People's Forum, uma organização política da cidade de  Nova York.  Com o People's Forum, ela tem participado de vários protestos pró-Palestina, incluindo o evento Shut Down Wall Street, contra o apoio militar dos EUA a Israel, na  guerra de Gaza.
É candidata à Presidência dos Estados Unidos nas eleições de 2024, tendo Karina Garcia como companheira de chapa, pelo Partido para o Socialismo e a Libertação (PSL), de  orientação marxista-leninista.

## Campanha presidencial de 2024

Logo da campanha presidencial de 2024 do Partido pelo Socialismo e Libertação

Cláudia de la Cruz anunciou sua campanha presidencial em 7 de setembro de 2023. 
Como candidata à presidência dos EUA, ela tem promovido, em seus discursos mais recentes,  uma agenda que inclui reparações históricas para os afro-americanos, instituição de um sistema de assistência médica universal, suspensão da ajuda financeira e militar dos EUA a Israel, anistia das dívidas de empréstimos estudantis, reconhecimento pleno da soberania dos nativos americanos, corte do orçamento militar dos EUA em 90%, confisco de propriedades das 100 maiores empresas estadunidenses, expansão do transporte público e aumento da tributação sobre grandes fortunas.